# سمير مقبل
سمير مقبل (13 نوفمبر 1939 -)، نائب رئيس الوزراء اللبناني.

## حياته
تلقّى دروسه في مدرسة القلب الأقدس في الجّميزة- بيروت، وكان تلميذًا لامعًا منذ طفولته.
نال إجازة في الهندسة المدنية في الجامعة الأميركية في بيروت عام 1962. يتولى عضوية في مجلس إدارة غرفة التجارة والصناعة، ويملك مصرف «كريدي كومرسيال للشرق الأوسط». دخل بالحكومة كوزير مرتين:
- من 31 أكتوبر 1992 إلى 25 مايو 1995 وزير دولة لشؤون البيئة في حكومة الرئيس رفيق الحريري بعهد الرئيس إلياس الهراوي.
- من 13 يونيو 2011 نائبًا لرئيس الوزراء في حكومة الرئيس نجيب ميقاتي بعهد الرئيس ميشال سليمان.

## حياته الأسرية
متزوج من جويسا جيمس، ولديهما خمسة أبناء.